# Annoatok
Annoatok (zastarale Avnoatok) nebo Anoritooq (zastarale Anoritôq) je zaniklá osada v kraji Avannaata v Grónsku. Nachází se asi 24 km od známější, také zaniklé osady Etah.

## Historie
Osada byla založena v roce 1908 polárníkem Fredericken Cookem během jeho expedicí na severní pól. Název znamená větrné místo. Do roku 1997 to byla nejsevernější obydlená osada světa vůbec, později však byly nalezeny ještě severněji umístěné osady Inuarfissuaq a Qaqaitsut.